# Cuauhtémoc (Zacatecas)
Cuauhtémoc (Zacatecas) é um município do estado de Zacatecas, no México.